# Zakspeed 871
La Zakspeed 871 è una monoposto di Formula 1 costruita dalla scuderia tedesca Zakspeed per partecipare al Campionato mondiale di Formula Uno del 1987. 

## Descrizione e storia
Progettata da Chris Murphy e Heinz Zollner, la vettura era equipaggiata con il motore da 1,5 litri chiamato 1500/4, turbocompresso a 4 cilindri in linea con una potenza di circa 820 CV per la stagione. La vettura fu affidata a Martin Brundle e Christian Danner.
Dopo aver utilizzato la 861 per la prima gara in Brasile, l'871 ha fatto il suo debutto con alla guida Brundle al Gran Premio di San Marino, dove si è qualificato 15° ed è finito 5° ottenendo 2 punti. Questa è stata l'unica volta in cui è andata a punti durante la militanza in Formula Uno.
La vettura fu guidata da Csaba Kesjár sul circuito dell'Hungaroring nell'ambito di un test, divenendo così il primo pilota ungherese oltre che dei paesi del Blocco comunista dell'Europa dell'Est a guidare una vettura di F1.
L'871 fu sostituito nella stagione del 1988 dalla Zakspeed 881.
Lo sponsor principale della squadra era la compagnia di tabacco tedesca West.